# 亚历克斯·弗里德曼
亚历克斯（亚历山大）·弗里德曼（希伯來語：‎，羅馬化：Alex (Alexander) Fridman，1988年4月5日—）是以色列编剧，他是倡导将残疾津贴与最低工资挂钩的社会运动发起人之一。他也是“残疾人，不是半个人”组织的创始人和主席，同时还担任政府部门顾问，多次就领导力、个人和社群赋权等议题发表演讲。

## 生平
弗里德曼出生并成长于苏联平斯克。1990年，两岁的他随家人移民以色列。童年时期，他罹患严重的健康问题，并于1996年被确诊为脊髓性肌肉萎缩症型肌营养不良症，导致他几乎完全瘫痪。
2000年，由于病情持续恶化，他被迫脱离正规教育体系，转为在家接受教育。在此期间，他卧床不起，开始学习编剧。2011年，在成功出版了两部作品后，他受邀为“维瓦”频道工作，并创作了博客小说《最后的陷阱》。

## 社会活动

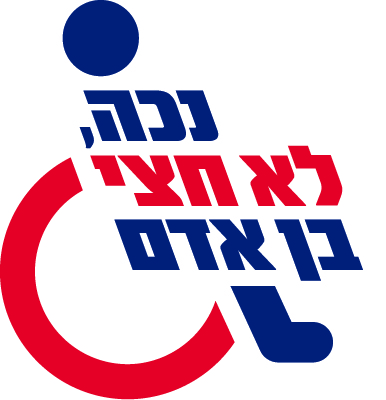
“残疾人，不是半个人”标志，2015年

2015年，弗里德曼得知一名残疾妇女因经济困境试图自杀，遂以“残疾人，不是半个人”为口号，发起了一场旨在提高以色列残疾人津贴的社会运动。此前，以色列的残疾人津贴在经济合作与发展组织成员国中位列末位。弗里德曼在特拉维夫的拉宾广场组织了一场集会，多位艺术家到场声援。2015年12月，议员伊兰·吉隆提出一项旨在将残疾人津贴与最低工资标准对齐的法案，但该提案仅以一票之差未能通过。
由于提案在以色列议会受阻，弗里德曼向议长尤利·埃德尔斯坦求助，请求他推动与政府展开直接对话。埃德尔斯坦应允了这一请求，并安排弗里德曼及其团队与福利部长海姆·卡茨、财政部总干事沙伊·巴巴德、国家保险机构总干事什洛莫·莫尔-约瑟夫教授以及残疾人平等权利专员阿雅·卡马拉举行会晤。
2016年4月，弗里德曼创立了“残疾人，不是半个人”协会，旨在开展一场非政治性的社会运动，推动残疾人津贴与最低工资标准对齐，并促进以色列残疾人在无障碍通行、住房、护理、适切的医疗保健以及融入社会和就业等方面的权益。
2016年8月，经过与财政部的多轮磋商，以及弗里德曼和各残疾人群体在街头和社交媒体上持续不断的抗争，以色列政府决定拨款3亿以色列新谢克尔用于提高残疾人津贴，并修订残疾人福利法“拉伦法则”。然而，这一决定引发了一些残疾人组织的批评，他们认为这一增幅对不同残疾程度的人群存在歧视，且未能显著改善他们的生活状况。弗里德曼对此表示欢迎，认为这是政府在解决残疾人困境方面迈出的重要一步，表明政府的态度已有所转变。然而，他同时指出，最终确定的拨款金额远低于预期。作为回应，弗里德曼发起了“百万富翁游行”，这是一场在特拉维夫阿兹列里购物中心内举行的抗议游行。随后，弗里德曼与其他残疾人活动人士一同封锁了附近的梅纳赫姆·贝京十字路口。

## 外部連結
- 官方网站
- 亚历克斯·弗里德曼的Facebook專頁